# Елла Тун
Елла Енн Тун (англ. Ella Ann Toone, нар. 2 вересня 1999, Англія) — англійська футболістка, нападниця англійського клубу «Манчестер Юнайтед» і збірної Англії.